# LeBaron Bradford Colt

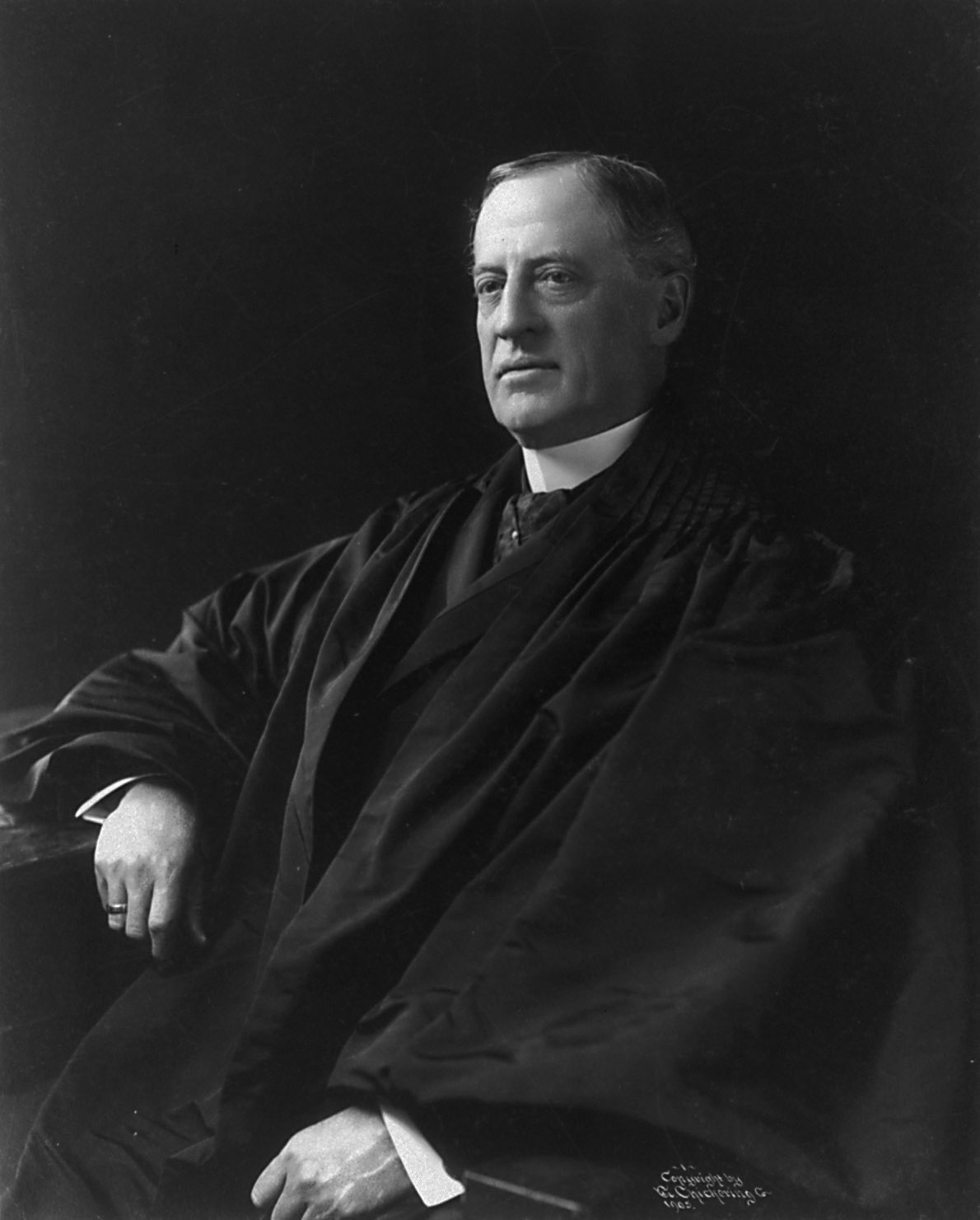
LeBaron Bradford Colt

LeBaron Bradford Colt (* 25. Juni 1846 in Dedham, Norfolk County, Massachusetts; † 18. August 1924 in Bristol, Rhode Island) war ein US-amerikanischer Jurist und Politiker (Republikanische Partei), der den Bundesstaat Rhode Island im US-Senat vertrat. Außerdem amtierte er als Bundesrichter am Bundesbezirksgericht und am Bundesberufungsgericht.

## Leben
Nach dem Schulbesuch absolvierte Colt das Williston-Seminar, eine Vorbereitungsschule zum College in Easthampton. 1868 bestand er seine Bachelor-Prüfung an der Yale University, ehe er 1870 an der Columbia University zum Bachelor of Laws graduierte.
Nach der Rückkehr von einer einjährigen Europareise erhielt er seine Anwaltszulassung und begann als Jurist in Chicago zu praktizieren. 1875 zog er nach Bristol (Rhode Island) um; seine Tätigkeit als Anwalt setzte er in Providence fort.

## Tätigkeit als Richter
Am 9. März 1881 wurde Colt von US-Präsident James A. Garfield als Nachfolger von John Power Knowles zum Richter am Bundesbezirksgericht für den Distrikt Rhode Island berufen. Der US-Senat bestätigte ihn kurz darauf. Garfields Nachfolger Chester A. Arthur berief ihn drei Jahre später an den United States Circuit Court, wo er den Platz des zurückgetretenen John Lowell einnahm. 1891 wurde er schließlich Richter am neu geschaffenen Bundesberufungsgericht für den 1. Gerichtskreis mit Zuständigkeit für die Bundesstaaten Maine, Massachusetts, New Hampshire und Rhode Island sowie Puerto Rico.

## Politische Laufbahn
Von 1879 bis 1881 gehörte Colt bereits dem Repräsentantenhaus von Rhode Island an. 1913 wurde er dann von der General Assembly des Staates in den US-Senat gewählt. Dort trat er die Nachfolge des Republikaners George P. Wetmore an, der sich bei der Wahl 1907 noch gegen seinen jüngeren Bruder Samuel P. Colt als parteiinternen Gegner durchgesetzt hatte. Nach der Wahl trat er von seinem Amt als Richter zurück.
Im Senat war er von 1917 bis 1919 Vorsitzender des Komitees für die Erhaltung natürlicher Ressourcen. Von 1919 bis zu seinem Tod 1924 stand er dem für Einwanderung zuständigen Komitee vor. Im Senat stimmte er als einer von fünf Republikanern gegen den Immigration Act of 1924, der die Einwanderungsbeschränkungen insbesondere für Süd- und Osteuropäer sowie bestimmte asiatische Herkunftsländer weiter verschärfte.
Er wurde auf dem Juniper-Hill-Friedhof in Bristol beigesetzt.